# Im stillen Winkel

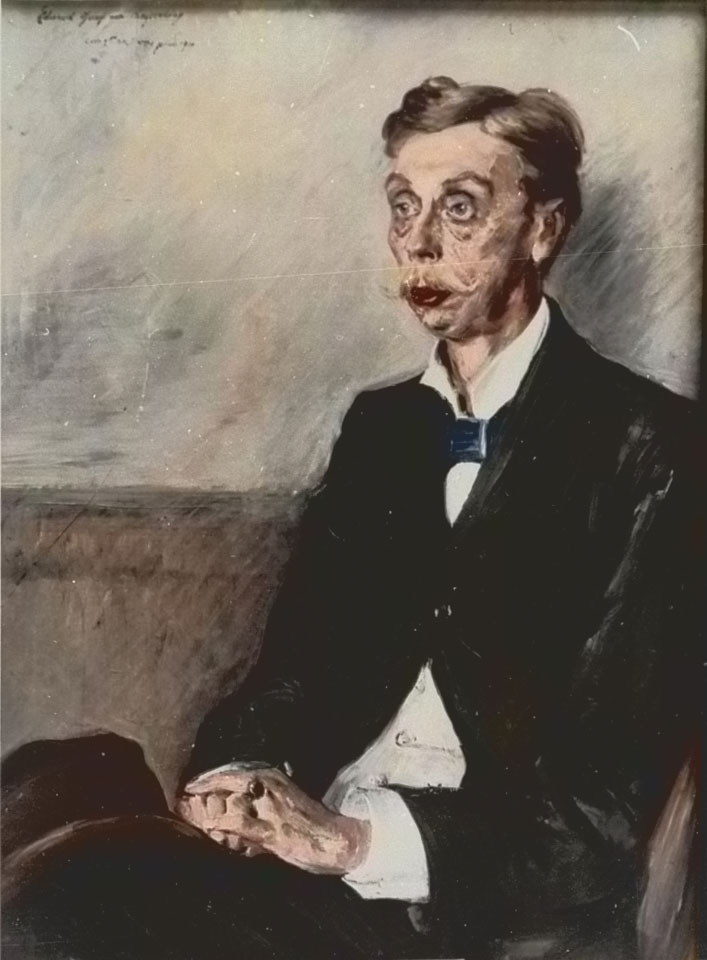
Lovis Corinth:
Eduard Graf von Keyserling
(1855–1918)

Im stillen Winkel ist eine Erzählung von Eduard von Keyserling, die 1918 in „Fischers Bibliothek zeitgenössischer Romane“ in Berlin erschien. Zuvor wurde sie bereits 1917 in Velhagen & Klasings Monatsheften veröffentlicht.
Resümee: Der Krieg zerstört nicht nur an der Front Menschenleben, sondern auch daheim.

## Handlung
Die Familie des Bankdirektors Bruno von Ost verbringt den Sommer 1914 in der alten Villa am Rand des Dorfes im Gebirge. Der Direktor begleitet seine Gattin Irene und den kleinen Paul in der Eisenbahn zum Ferienort. Der junge Hugo von Wirden, Volontär in der Bank, macht – zum Verdruss des Direktors – der Ehefrau Avancen. Paul, rasch verzagt, muss abends in der Villa einen Streit der Eltern mitanhören. Der Vater schimpft von Wirden einen Windhund, den er nicht in der Nähe seiner Frau sehen möchte. Frau von Ost hält dagegen. Überhaupt ist ihr die immer währende Korrektheit des Bankdirektors zuwider.
Da bricht der Erste Weltkrieg aus. Von Ost und von Wirden folgen dem Ruf ins Feld. Zuvor reisen beide nacheinander in der Villa an und verabschieden sich von der Familie. Von Ost hat alles geordnet für den Fall der Fälle und rückt ein. Danach erscheint von Wirden und gesteht Frau Irene seine Liebe. In seiner Situation nimmt er sich das Recht heraus, Irene zu einer liebenden Frau zu machen. Die Stolze, Unnahbare fühlt sich als verliebte Katze.
Direktor von Ost fällt. Frau Irene wandelt sich von der verliebten Katze zur Witwe, die um Pauls „guten, edlen Vater“ trauert. Offizier von Wirden – nur für kurze Zeit von der Front abkömmlich – schaut in der Villa vorbei, kann Irene nicht trösten und wird abgewiesen.
Auch der kleine Paul wird nach dem Tode des Vaters ein anderer Mensch. Wegen seiner Verzagtheit von Lulu, dem kleinen Sohn des Majors Welker fortwährend gehänselt, von dessen Freundin, der kleinen Nandl – das ist die Tochter des Kirchbauern – verlacht, beweist er seinen Mut und stirbt – ganz so wie draußen die Soldaten: Paul macht sich auf den Weg zum Feind. Im Bergwald gerät er in ein Gewitter. Ein fürchterlicher Blitz schlägt in unmittelbarer Nähe ein. Paul stirbt an den Folgen wenig später in der Villa.

## Form und Interpretation
Der Erzähler hält sich zumeist ganz in der Nähe des sorgenvollen kleinen Paul auf. Daraus folgt, der Erzähler ist nicht allwissend. Wenn Paul zum Beispiel eine wörtliche Rede nicht versteht, teilt sie der Erzähler auch nicht mit. Durch diese Erzähltechnik gerät der Text zum Blick in die Psyche eines Kindes, das den „blutigen Wahnsinn“ Krieg nicht fassen kann. Also geht es nicht um die heuchlerischen Erwachsenen – wie zum Beispiel um Pauls Mutter Irene –, sondern in erster Linie um Pauls Versuche, seine kindliche Furcht zu bezwingen.
War von Keyserling immer ein bewundernswerter Schilderer heimatlicher baltischer Landschaften gewesen, so brilliert er hier in einem seiner letzten Werke als Kenner der oberbayerischen Waldwildnis.

## Rezeption
Sprengel nennt dieses Werk „randständig“.

## Verwendete Ausgabe
- Im stillen Winkel. S. 7–70 in: Eduard von Keyserling: Im stillen Winkel. Nicky. Zwei Erzählungen. Fischer Taschenbuch, Frankfurt am Main 1983, ISBN 3-596-25354-3[5]